# Благоварський район
Благова́рський район (рос. Благоварский район, башк. Благовар районы) — адміністративна одиниця Республіки Башкортостан Російської Федерації.
Адміністративний центр — село Язиково.

## Населення
Населення району становить 25129 осіб (2019, 26004 у 2010, 25770 у 2002).
Динаміка національного складу населення району:
| Рік  | башкири | татари | росіяни | німці |
| ---- | ------- | ------ | ------- | ----- |
| 1970 | 46,3 %  | 20,6 % |         |       |
| 1989 | 7,8 %   | 59,8 % | 17,6 %  | 7,9 % |
| 2002 | 48,4 %  | 23,1 % | 19,8 %  |       |

## Адміністративно-територіальний поділ
На території району 15 сільських поселень, які називаються сільськими радами:
| Поселення                    | Площа, км² | Населення, осіб (2002) | Населення, осіб (2010) | Населення, осіб (2019) | Центр           | Населені пункти |
| ---------------------------- | ---------- | ---------------------- | ---------------------- | ---------------------- | --------------- | --------------- |
| Алексієвська сільська рада   | 119,26     | 1812                   | 1753                   | 1771                   | Пришиб          | 5               |
| Балишлинська сільська рада   | 81,81      | 1136                   | 1084                   | 979                    | Балишли         | 7               |
| Благоварська сільська рада   | 104,95     | 2408                   | 2565                   | 2385                   | Благовар        | 6               |
| Дмитрієвська сільська рада   | 74,26      | 567                    | 581                    | 445                    | Дмитрієвка      | 4               |
| Каргалинська сільська рада   | 110,02     | 691                    | 717                    | 702                    | Верхні Каргали  | 4               |
| Кашкалашинська сільська рада | 103,18     | 1098                   | 1176                   | 1066                   | Кашкалаші       | 4               |
| Кучербаєвська сільська рада  | 212,95     | 3006                   | 2801                   | 2448                   | Старокучербаєво | 14              |
| Мирнівська сільська рада     | 160,31     | 1272                   | 1243                   | 1265                   | Мирний          | 2               |
| Первомайська сільська рада   | 17,54      | 1389                   | 1410                   | 1246                   | Первомайський   | 4               |
| Танівська сільська рада      | 108,72     | 1527                   | 1389                   | 1322                   | Тан             | 8               |
| Троїцька сільська рада       | 75,42      | 702                    | 622                    | 532                    | Троїцький       | 2               |
| Удрякбашівська сільська рада | 104,27     | 1071                   | 998                    | 841                    | Удрякбаш        | 9               |
| Язиковська сільська рада     | 298,87     | 7585                   | 8040                   | 8713                   | Язиково         | 8               |
| Ямакаївська сільська рада    | 51,83      | 536                    | 632                    | 542                    | Ямакай          | 6               |
| Янишевська сільська рада     | 64,76      | 970                    | 993                    | 872                    | Шарлик          | 4               |

## Найбільші населені пункти
| №  | Населений пункт | Населення, осіб (2002) | Населення, осіб (2010) |
| -- | --------------- | ---------------------- | ---------------------- |
| 1  | Язиково         | 5 918                  | 6 368                  |
| 2  | Благовар        | 1 923                  | 2 061                  |
| 3  | Старокучербаєво | 1 365                  | 1 309                  |
| 4  | Мирний          | 1 042                  | 1 067                  |
| 5  | Первомайський   | 955                    | 970                    |
| 6  | Пришиб          | 925                    | 907                    |
| 7  | Тан             | 668                    | 648                    |
| 8  | Кашкалаші       | 590                    | 611                    |
| 9  | Коб-Покровка    | 558                    | 557                    |
| 10 | Балишли         | 537                    | 542                    |